# Holice (Dunajská Streda)
|  | «Holice» redirigeix aquí. Vegeu-ne altres significats a «Holice (desambiguació)». |

Holice és un poble i municipi d'Eslovàquia que es troba a la regió de Trnava, a l'oest del país.

## Història
La primera menció escrita de la vila es remunta al 1245.

## Demografia
| Godina             | 1994 | 2004   | 2014   | 2024    |
| ------------------ | ---- | ------ | ------ | ------- |
| Nombre de persones | 1813 | 1825   | 1945   | 2143    |
| Diferència         |      | +0,66% | +6,57% | +10,17% |

| Godina             | 2023 | 2024   |
| ------------------ | ---- | ------ |
| Nombre de persones | 2155 | 2143   |
| Diferència         |      | −0,55% |